# Casa Santa
Casa Santa è una località italiana, frazione del comune di Erice, in provincia di Trapani. È chiamata anche Erice Valle per distinguerla dal capoluogo, Erice Vetta. Dista 13,1 chilometri dalla cittadina di Erice. 

## Storia
Nel 1730 i padri del Collegio della Compagnia di Gesù di Trapani, costruirono fuori le mura della città, un luogo per la preghiera del periodo quaresimale, che fu chiamato Casa Santa. Oggi quell'edificio si crede sia la sede dell'istituto alberghiero.

## Territorio
Casa Santa è contigua alla città di Trapani, essendosi sviluppata come espansione della stessa, e costituisce la parte più orientale dell'agglomerato urbano. Oltre al nucleo storico omonimo la frazione comprende anche i quartieri Villa Mokarta, Argenteria, Raganzìli, Trentapiedi, San Giuliano e San Cusumano, giungendo fino al mare. Con 24.000 abitanti, quasi il 90% della popolazione del Comune di Erice si concentra nella frazione.
I cittadini di Trapani e di Casa Santa si identificano in un'unica comunità, quella trapanese, scambiando gli uni con gli altri i propri servizi. A Casa Santa si trovano la Cittadella della salute, l'ospedale Sant'Antonio abate, il carcere di Trapani, il polo decentrato dell'Università di Palermo e lo Stadio Polisportivo Provinciale, dove gioca la squadra di calcio del Trapani, mentre il servizio di trasporto urbano è fornito dal Comune di Trapani. Nel territorio di Casa Santa si trova anche la stazione a valle della funivia Trapani-Erice.
Casa Santa ospita anche la collezione di arte contemporanea DiArt appartenente alla Diocesi di Trapani e ospitata nei locali del seminario vescovile nel quartiere di Raganzìli.
È stato più volte proposto il passaggio di Casa Santa al comune di Trapani, valutandosi anche una concomitante unione tra Erice Vetta, Valderice, Custonaci e Buseto Palizzolo, antichi territori dell'agro ericino.